# Waschhaus (Guillerval)

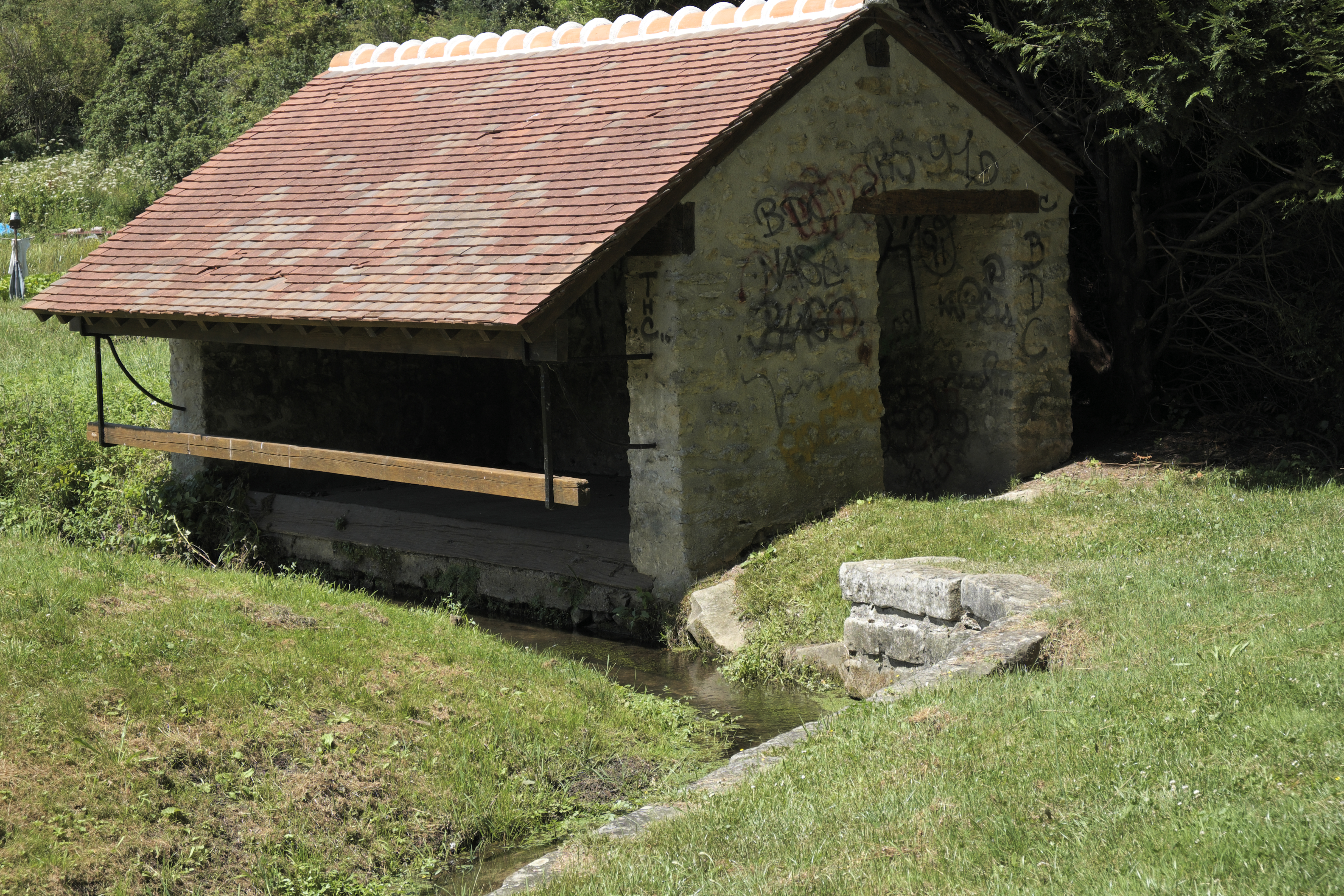
Waschhaus in Guillerval

Das Waschhaus (französisch lavoir) in Guillerval, einer französischen Gemeinde im Département Essonne in der Region Île-de-France, wurde im 19. Jahrhundert errichtet.  
Das öffentliche Waschhaus an der Route des Robines ist das einzige erhaltene Waschhaus auf dem Gemeindegebiet. Das Gebäude aus Bruchsteinmauerwerk wird von einem Satteldach gedeckt. 
Teile der Vorrichtung, um den Holzboden dem Wasserniveau anzugleichen, sind noch vorhanden.